# 劉鋭恒
劉 鋭恒（りゅう えいこう）は、中華民国の軍人。

## 事跡
1915年（民国4年）4月、張毅の後任として川辺鎮守使に任命された。1916年（民国5年）8月、辞任した（後任は殷承瓛）。